# Augusto Ghetti
Augusto Ghetti (Venezia, 9 ottobre 1914 – Venezia, 14 febbraio 1992) è stato un ingegnere italiano.

## Biografia

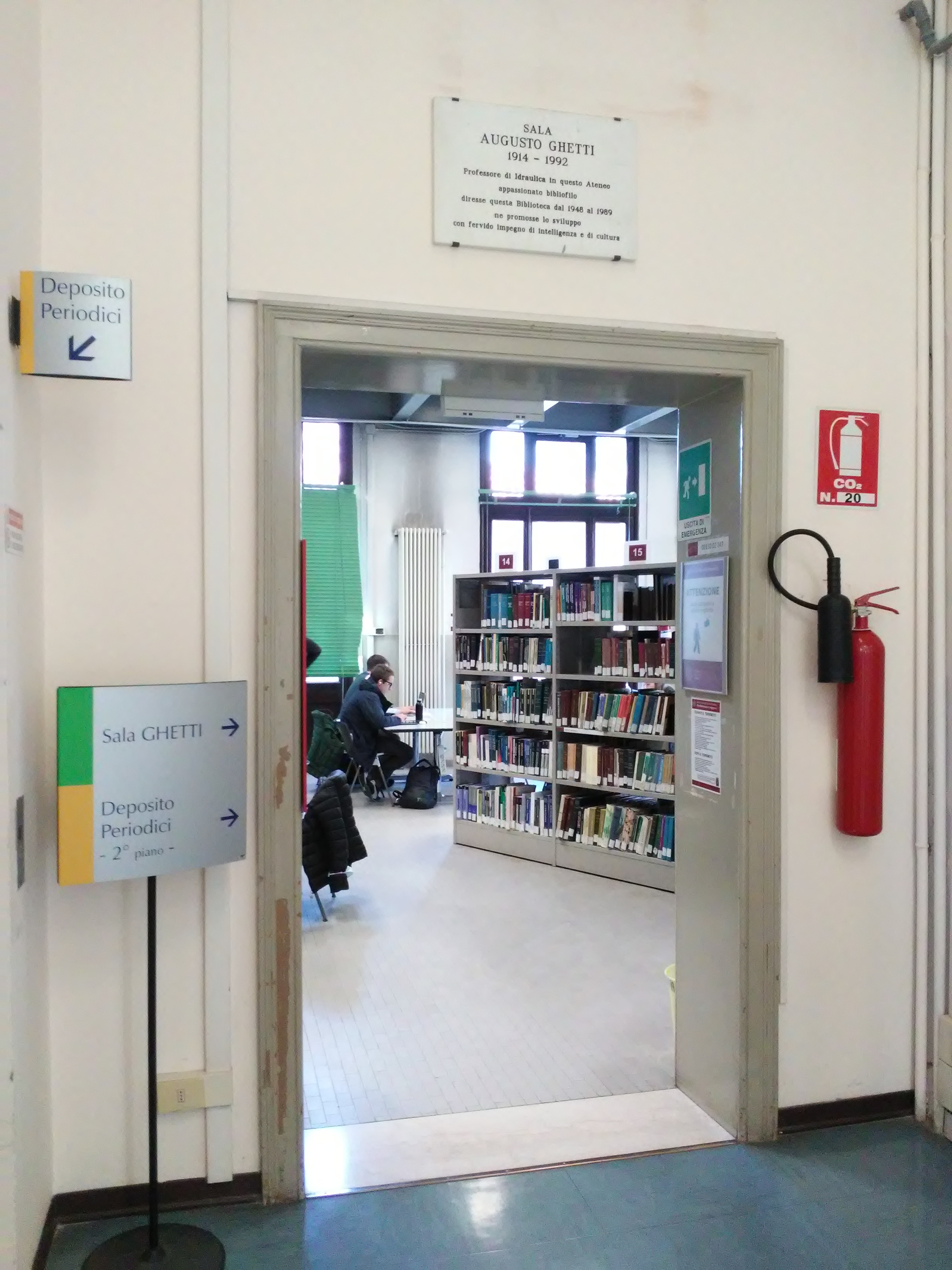
Biblioteca centrale di Ingegneria - Sala Ghetti, ingresso.

Nato a Venezia, era figlio di Ottaviano Ghetti, che fu direttore generale della SADE, e di Enrica Azzaroli. Il padre e il fratello erano ingegneri. Nel 1937 si laureò in ingegneria idraulica, con lode, presso l'Università di Padova, vincendo la Medaglia d'oro della Fondazione Sarpi come miglior laureato in ingegneria di quell'anno. Nel 1939 diventò assistente di ruolo alla cattedra di Francesco Marzolo, con un insegnamento in impianti speciali idraulici. Il suo percorso universitario fu interrotto per le vicende belliche dal 1940 al 1945. Fu prima impegnato al fronte, poi internato in Turchia. Tornò a Venezia nel novembre 1945 e riprese l'attività universitaria.
Nel 1954, due anni dopo l'improvvisa scomparsa di Ettore Scimemi, venne nominato ordinario di idraulica. Conservò questo incarico fino al 1978, quando assunse l'insegnamento di idromeccanica applicata. Fu fuori ruolo nel 1984 e infine, nel 1989, venne insignito del titolo di professore emerito. Diresse l'Istituto di idraulica e costruzioni idrauliche dell'Università di Padova, dopo Marzolo, dal 1963 al 1979, per un ventennio il Centro di Idrologia Dino Tonini, e per quarant'anni la Biblioteca centrale della Facoltà, che gli ha dedicato una delle sale di consultazione.
Nel 1958 diventò socio dell'Istituto veneto di scienze, lettere ed arti, poi presidente dal 1985 al 1991 e, dal 1959, socio dell'Accademia patavina.
Nei primi decenni della sua carriera universitaria fu consulente idraulico, insieme a Marzolo, per la diga del Mis, costruita tra il 1960 e il 1963.. Nel 1961 condusse la ricerca sugli effetti idraulici causati da una possibile frana nel bacino formatosi con la diga del Vajont, su incarico dell'Istituto di idraulica, per conto della SADE.
Al periodo dedicato alle ricerche sugli impianti e ai fenomeni correlati seguirono gli studi sui problemi della difesa idraulica del territorio, portati all'attenzione dei governanti dalle grandi alluvioni che colpirono il bacino del Po nel 1951, e il Veneto e la Toscana nel 1966. In questo ambito ebbe un incarico come esperto nella Commissione Interministeriale per lo studio della sistemazione idraulica e della difesa del suolo, II Sottocommissione (sistemazione idraulica dei bacini idrografici), I° Gruppo di Lavoro: Bacini delle Tre Venezie, Sottogruppo per il Piave e per il Livenza. Operò come studioso e consulente nel Comitato di iniziativa degli Enti Rivieraschi del Piave e del Livenza per la difesa fluviale, e nel Comitato Nazionale di Iniziativa Agricola, CNIA.
Un'altra parte di rilievo dei suoi studi fu dedicata a Venezia e la sua salvaguardia. Fu presidente per vari anni della Commissione di studio dei provvedimenti per la conservazione e difesa della città e della laguna di Venezia, costituita dall'Istituto veneto di scienze, lettere ed arti nel 1960. Sui lavori prodotti da Ghetti e molti altri colleghi dell'Istituto di Idraulica di Padova, a partire dagli anni settanta, incentrati su modelli fisici e matematici, si è sviluppata la successiva progettazione delle opere messe in atto per la difesa di Venezia dalle acque alte.
In seguito al disastro del Vajont, fu processato quale direttore della ricerca commissionata dalla SADE sugli effetti ondosi che avrebbe potuto causare la frana ipotizzata dal geologo Edoardo Semenza nel 1959. L'incarico fu assegnato nei primi mesi del 1961: la progettazione e la costruzione del modello idraulico, presso il Centro Modelli Idraulici di Nove di Fadalto, impegnarono la primavera e l'estate. I ventite esperimenti consistevano nel simulare varie modalità di caduta nel bacino di materiale dal versante del monte Toc, con tempi diversi e a quote del lago variabili da 670 m s.m. a 722,50 m, quota di massimo invaso. Furono eseguiti da fine agosto a febbraio 1962. La relazione finale, rilasciata il 4 luglio 1962, ipotizzava che "... la quota di 700 m s.m. può considerarsi di assoluta sicurezza nei riguardi anche del più catastrofico prevedibile evento di frana".
Al processo, la sua imputazione si fondò sui difformi risultati ottenuti nelle sperimentazioni rispetto a quelli dell'evento stesso, e fu quindi ritenuto colpevole di aver utilizzato un modello errato. I periti di parte riuscirono a dimostrare l'esattezza del modello e fu assolto da tutte le imputazioni per non aver commesso il fatto, nonostante fosse sorta molta polemica perché il fratello era uno dei dirigenti della SADE e a causa del trafugamento e della pubblicazione della relazione sulla ricerca, supposti per mano di Lorenzo Rizzato, tecnico presso l'Istituto di Idraulica.
Per sua disposizione, la documentazione completa degli atti del processo celebrato all'Aquila, riguardanti il coinvolgimento suo e dell'Istituto di ingegneria idraulica dell'Università di Padova, è stata depositata presso l'Istituto Veneto di scienze, lettere ed arti. Nel fondo si conservano decine di perizie, memorie, dichiarazioni che consentirono di ricostruire nei dettagli le varie fasi della costruzione della diga, le successive vicende, fino al disastro.
L'Istituto veneto di scienze, lettere ed arti, con i fondi messi a disposizione dalla famiglia, bandisce un concorso intitolato alla sua memoria con premio triennale.
Nel 1958 sposò Edda Borsetto. Morì a Venezia il 14 febbraio 1992.

## Intitolazioni
- Concorso al Premio Augusto Ghetti, su istitutoveneto.it.

## Opere
- Saggio sulla teoria della similitudine nei modelli dei pozzi piezometrici, Padova, Tip. Penada, 1940;
- Fiumi lagune e bonifiche venete: guida bibliografica: composta in occasione del Congresso delle bonifiche venete, S. Dona di Piave 6-7 giugno 1947, Padova, Cedam, 1949;
- Sulla forma dei profili trasversali di equilibrio degli alvei mobili, in: Giornale del genio civile - fasc. 6, giugno 1952;
- Misure di velocità di correnti fluide tridimensionali: la sonda sferica, la sua taratura e il suo impiego, in: Atti dell'Istituto Veneto di Scienze, Lettere ed Arti, Anno accademico 1952-53 - tomo 111;
- Similitude des affouillements du lit des rivières dan les zones de diffusion de veines rapides, in: Publ. n. 38 de L'Association Intern. d'Hydrologie Scientifique (Assemblée Générale de rome, 1954) - Tome 3, Padova, Istituto di idraulica dell'Università di Padova, 1955;
- Esame delle escavazioni d'alveo a valle di traverse mediante esperienze su modelli di piccola scala, in: Atti del Primo convegno di Costruzioni Idrauliche - Roma, settembre 1954, Istituto di Idraulica, Padova, 1955;
- Studi ed esperienze su modello e lavori per lo spostamento della confluenza dei fiumi Adige e Isarco, in: Giornale del Genio Civile, 1956;
- Modello idraulico per lo studio del funzionamento dei serbatoi dell'impianto Piave-Boite-Mae-Vajont, in: Atti del 5. Convegno di idraulica, Torino, maggio 1957;
- Dighe italiane: guida bibliografica; in occasione del 7. Congresso della Commissione internazionale delle grandi dighe: Roma, 26 giugno-2 luglio 1961, Venezia, Tip. C. Ferrari, 1961;
- Fiumi, lagune e bonifiche venete: guida bibliografica: appendice di aggiornamento composta in occasione del 21. Congresso delle bonifiche S. Donà di Piave, 24-25 novembre 1962, Venezia, Stamperia di Venezia, 1963;
- Modello generale del delta del Po, in: Atti 21. congresso di navigazione, Stoccolma, 1965, relation S. I-5, section 1, subject 5, Studi e ricerche 256;
- Relazione sulle possibilità di riduzione dei colmi di piena del Livenza (bacini del Cellina e del Meduna) per mezzo dei serbatoi esistenti o di nuovi serbatoi di piena, Padova, 1968;
- Investigation on the running of deep gated outlet works from reservoirs, in: Comptes rendues 9. Congrès des grands barrages, Istamboul, 1967; L'energia elettrica, 45 (1968), Studi e ricerche 267;
- Il comportamento idraulico del bacino lagunare indagato col metodo statistico: compendio delle ricerche, Padova, 1971;
- Bacino del Livenza, in: Atti della Commissione interministeriale per lo studio della sistemazione idrica e della difesa del suolo, II P.I, pp. 105-213, Roma, 1974;
- L'Istituto di idraulica dell'Università di Padova nei primi cento anni della Scuola d'Ingegneria: 1876-1976, Padova, 1976;
- Risultati dei recenti studi sulla moderazione delle piene del Livenza e del Piave, S. Donà di Piave, 1977;
- Idraulica, 2 v., Libreria Cortina, Padova, 1977;
- Misure di velocita di corrente effettuate in questo secolo nella laguna di Venezia, Padova, 1979;
- Problemi riguardanti gli scarichi di acque di raffreddamento di centrali termoelettriche e di altri impianti industriali nella laguna veneta, Marghera, Ente della zona industriale di Porto Marghera, 1979;
- Ricerche e studi sul fiume Livenza: idrogeologia dei conoidi alluvionali e delle falde acquifere della pianura del Cellina e del Meduna, 2 v., Roma, Consorzio nazionale di iniziativa agricola, 1982;
- La citta delle acque, Istituto di Idraulica, Padova, 1985, Sudi e ricerche 15;
- Principles of river hydraulics, 2 v., [Padova, 1989];
- Piano di bacino del fiume Sile, Padova, Regione del Veneto, 1989;
- Trasformazioni del territorio e rete idrica del Veneto, Venezia, Istituto veneto di scienze lettere ed arti, 1991;
- La conterminazione lagunare e il suo significato dal punto di vista idraulico, Venezia, Istituto veneto di scienze, lettere ed arti, 1992.

## Onorificenze
- Medaglia d'oro dei benemeriti della scuola, della cultura e dell'arte il 9 giugno 1976[16];
- Socio dell'Accademia patavina nel 1958;
- Socio dell'Istituto veneto di scienze, lettere ed arti dal 1958 e presidente per due trienni, dal 1985 al 1991.

## Nei media

### Cinema
- Nel film Vajont del 2001, diretto dal regista Renzo Martinelli, è stato impersonato da Antonio Fabbri.[17]

### Fumetti
- Vajont: storia di una diga, Francesco Niccolini (sceneggiatura), Duccio Boscoli (disegni), Padova, BeccoGiallo, 2018, ISBN 9788833140421, OCLC 1090201035.